# Ciénaga, Boyacá
Ciénega là một đô thị ở Boyacá Department, Colombia, thuộc phân vùng Márquez.
Dân số thị trấn này vào thời điểm năm 2005 là 5242 người.